# Reale tenuta di Carditello
La Reale tenuta di Carditello, conosciuta anche come Reggia di Carditello, è una magione sita a San Tammaro, in provincia di Caserta: è storicamente appartenuta ai Borbone delle Due Sicilie.

## Storia
In particolare la Reale tenuta di Carditello era una vasta porzione, in parte acquitrinosa, della pianura delimitata a settentrione dal fiume Volturno, ad oriente dal monte Tifata e dai suoi colli, a meridione dall'antico fiume Clanio, oggi Regi Lagni, e ad occidente dal mar Tirreno. Essa ospitava una dinamica azienda agricola, ben progettata nelle infrastrutture edili e ben organizzata negli allevamenti di pregiate razze equine, nella produzione e commercializzazione dei prodotti agricoli e caseari. 
La Reggia di Carditello, situata a circa 4 km ad ovest dell'abitato di San Tammaro, sito nei pressi di Capua e non lontano da Napoli, in via Foresta a Carditello, è un complesso architettonico sobrio ed elegante di stile neoclassico, destinato da Carlo di Borbone (1716-1788) a luogo per la caccia e l'allevamento di cavalli e poi trasformato per volontà di Ferdinando IV di Borbone (1751-1825) in una fattoria modello per la coltivazione del grano e l'allevamento di razze pregiate di cavalli e bovini. 
Era immerso in una vasta tenuta ricca di boschi, pascoli e terreni seminativi, e si estendeva su di una superficie di 6.305 moggia capuane, corrispondenti a circa 2.100 ettari. Era animato da un discreto numero di persone dedite alla conduzione dell'azienda. Carditello era uno dei siti reali che si fregiava del titolo di "Reale Delizia" perché, nonostante la sua funzione di azienda, offriva una piacevole permanenza al re e alla sua corte per le particolari battute di caccia che i numerosi boschi ricchi di selvaggina permettevano.
Il fabbricato è stato costruito dall'architetto Francesco Collecini, allievo e collaboratore di Luigi Vanvitelli. L'area antistante, formata da una pista in terra battuta che richiama la forma dei circhi romani, abbellita con fontane, obelischi ed un tempietto circolare dalle forme classicheggianti, era destinata a pista per cavalli.
La struttura occupa attualmente circa 50.000 mq, ed è costituita da un edificio centrale, sede degli alloggi reali e della cappella reale, di 8 torri e 12 capannoni, con una superficie edificata di circa 13.000 mq.

## Situazione attuale
Nel 1920 gli immobili e l'arredamento passarono dal demanio all'Opera Nazionale Combattenti e i 2.070 ettari della tenuta furono lottizzati e venduti. Rimasero esclusi il fabbricato centrale e i 15 ettari circostanti, disposti a ventaglio sui lati ovest, nord ed est del medesimo complesso, che nel secondo dopoguerra entrarono a far parte del patrimonio del Consorzio generale di bonifica del bacino inferiore del Volturno.
Nel 1943 fu occupata dalle truppe tedesche e poi da quelle americane.
Con ordinanza del 27 gennaio 2011, il Tribunale di Santa Maria Capua Vetere - Ufficio Esecuzioni Immobiliari - dispose la vendita all'asta del complesso monumentale denominato Real Sito di Carditello al prezzo base di 10 milioni di Euro. Il Tribunale assegnò il diritto di prelazione al Comune, alla Provincia, alla Regione e al MiBAC; tuttavia alla fine del 2013 erano già state 11 le aste andate deserte.
Dal 2011 al 2013 la reggia fu sorvegliata a titolo volontario da Tommaso Cestrone, che più volte aveva cercato di attirare l'attenzione della politica per il recupero del complesso architettonico nel quale trovò la morte, colto da infarto, la notte della vigilia di Natale del 2013.
Nel gennaio del 2014 venne firmato un accordo preliminare tra la Società Gestione Attività, che aveva acquisito i crediti del Banco di Napoli, e il Ministero dei beni e delle attività culturali e del turismo per la cessione del complesso edilizio al ministero stesso. L'accordo prevedeva una cessione al ministero da parte della Sga (quando quest'ultima entrerà in possesso del decreto di aggiudicazione del Tribunale dopo il saldo) del complesso Real Sito Carditello al costo di 2 milioni e mezzo di euro a fronte degli 11 milioni e mezzo di euro sborsati dalla stessa Sga (società che gestisce i crediti del Banco di Napoli) che non ha sollevato il Consorzio debitore dal pagamento dei restanti 30 milioni di euro.
L'8 gennaio 2017 ebbe luogo la riapertura della tenuta al pubblico. L'antica quadreria del Real sito, per anni dispersa in vari musei ed enti statali, è stata recentemente studiata e ricostruita nella sua distribuzione per sale dalla storica dell'arte Maria Carmela Masi.

## Etimologia
Carduetum, cardueti = cardito, carditello, ovvero luogo piantato a cardi: nei tempi passati il territorio in oggetto assunse il nome di Carditello perché si presentava infestato della pianta di cardo, tanto da formare una barriera per chi voleva inoltrarsi a piedi o a cavallo.

## Galleria d'immagini

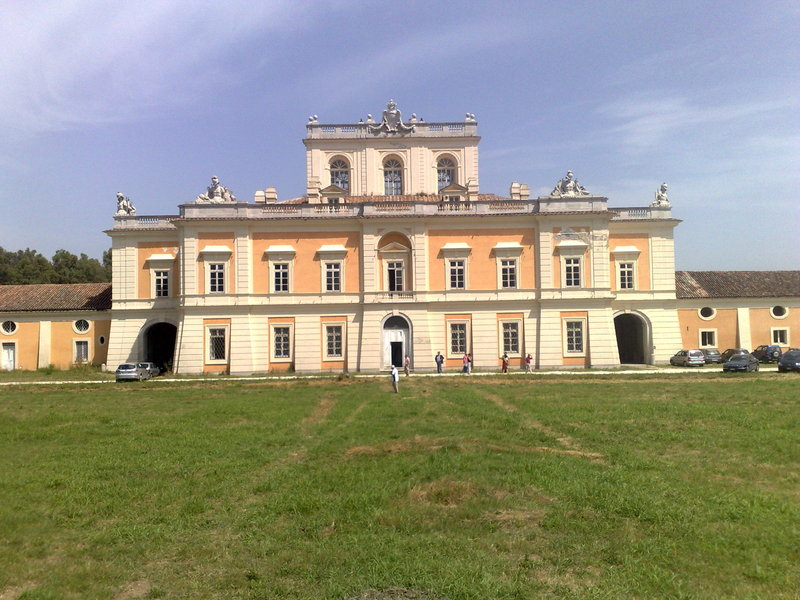
Facciata
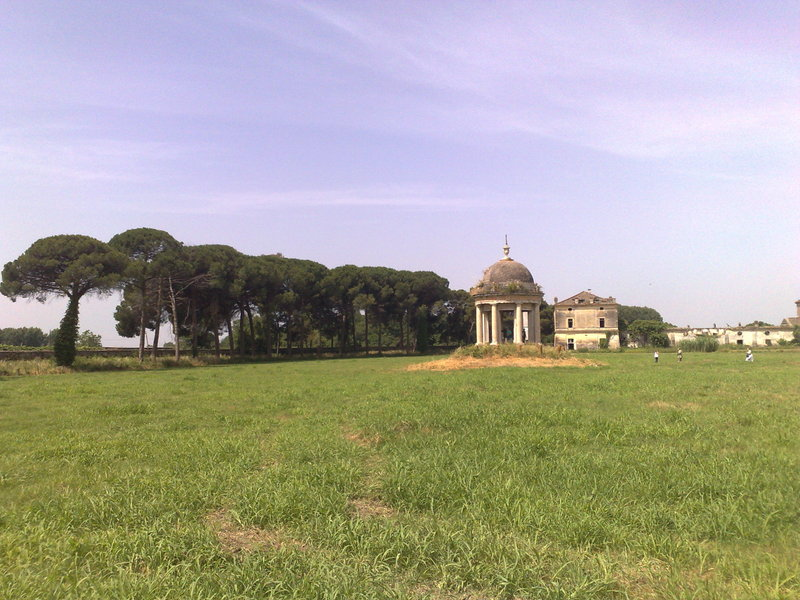
Parco
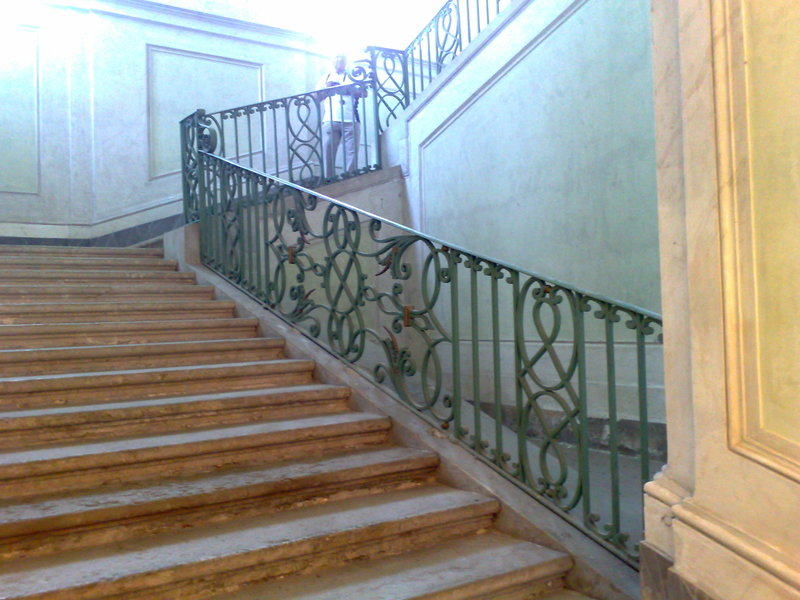
Scalone
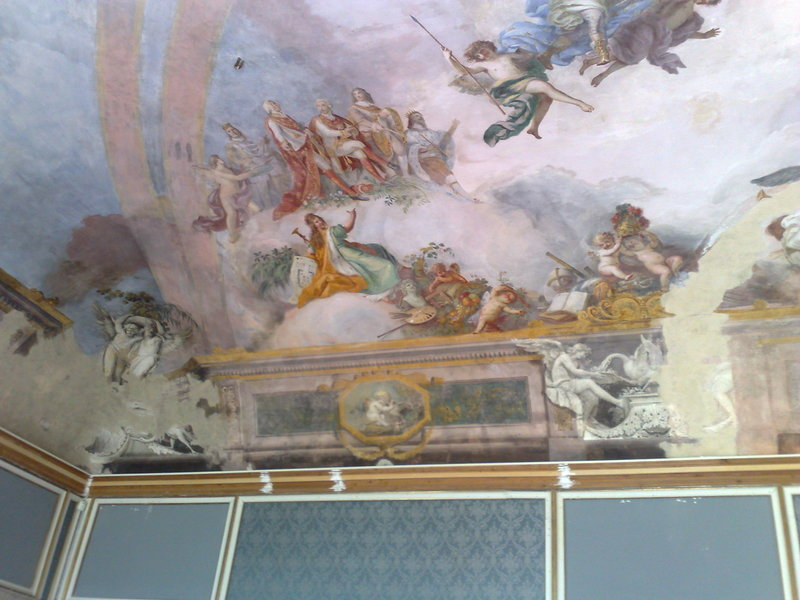
Volta del Salone
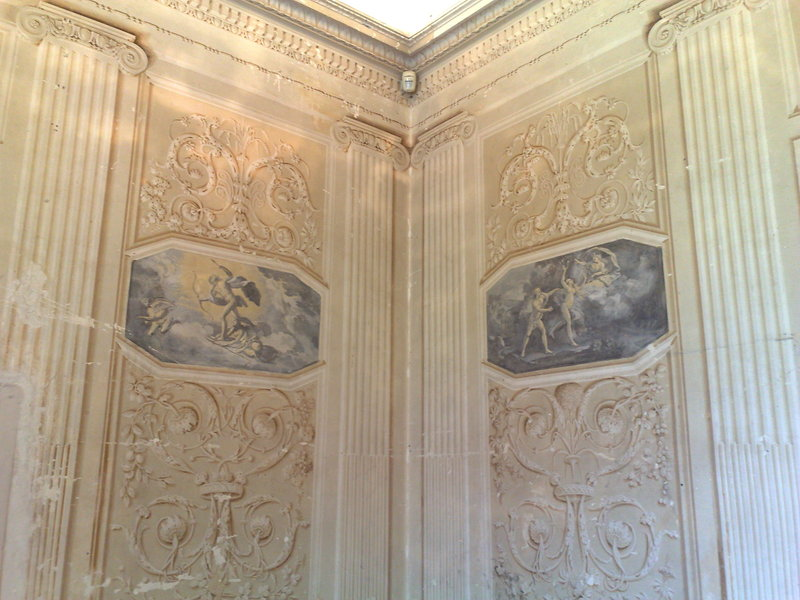
Sala affrescata
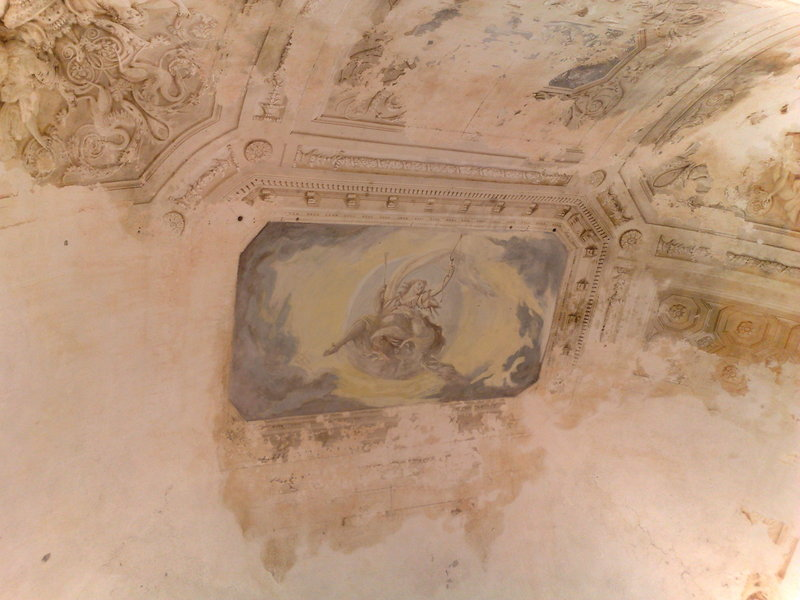
Volta affrescata
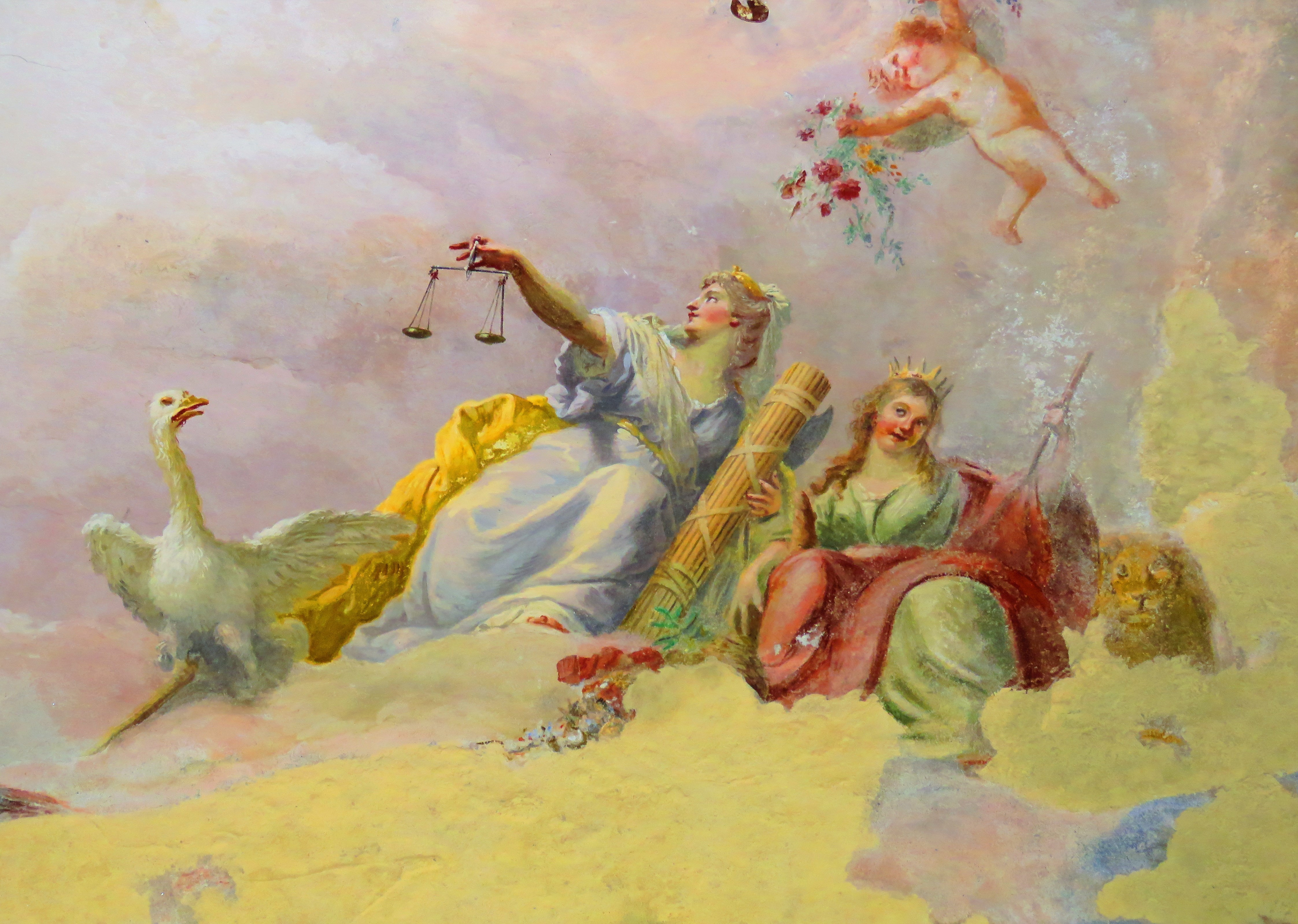
Affresco
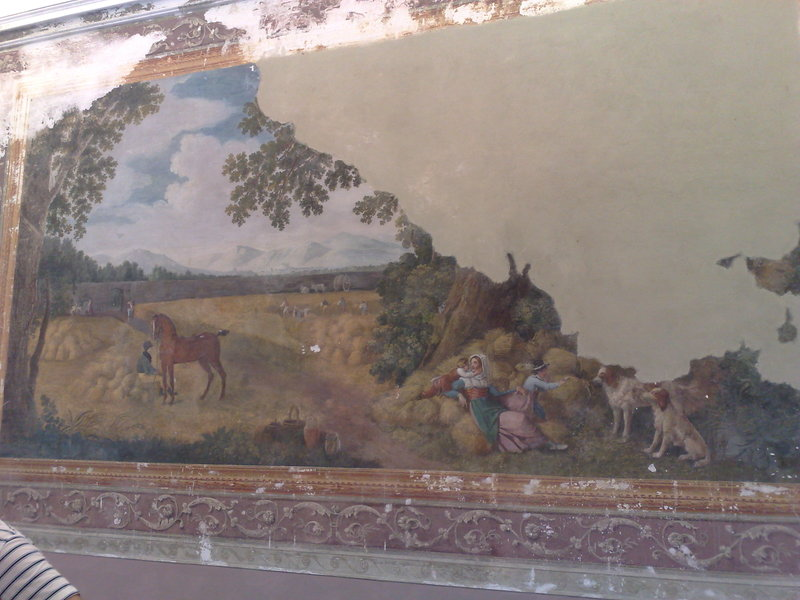
Parete affrescata con la Regina raffigurata come contadina
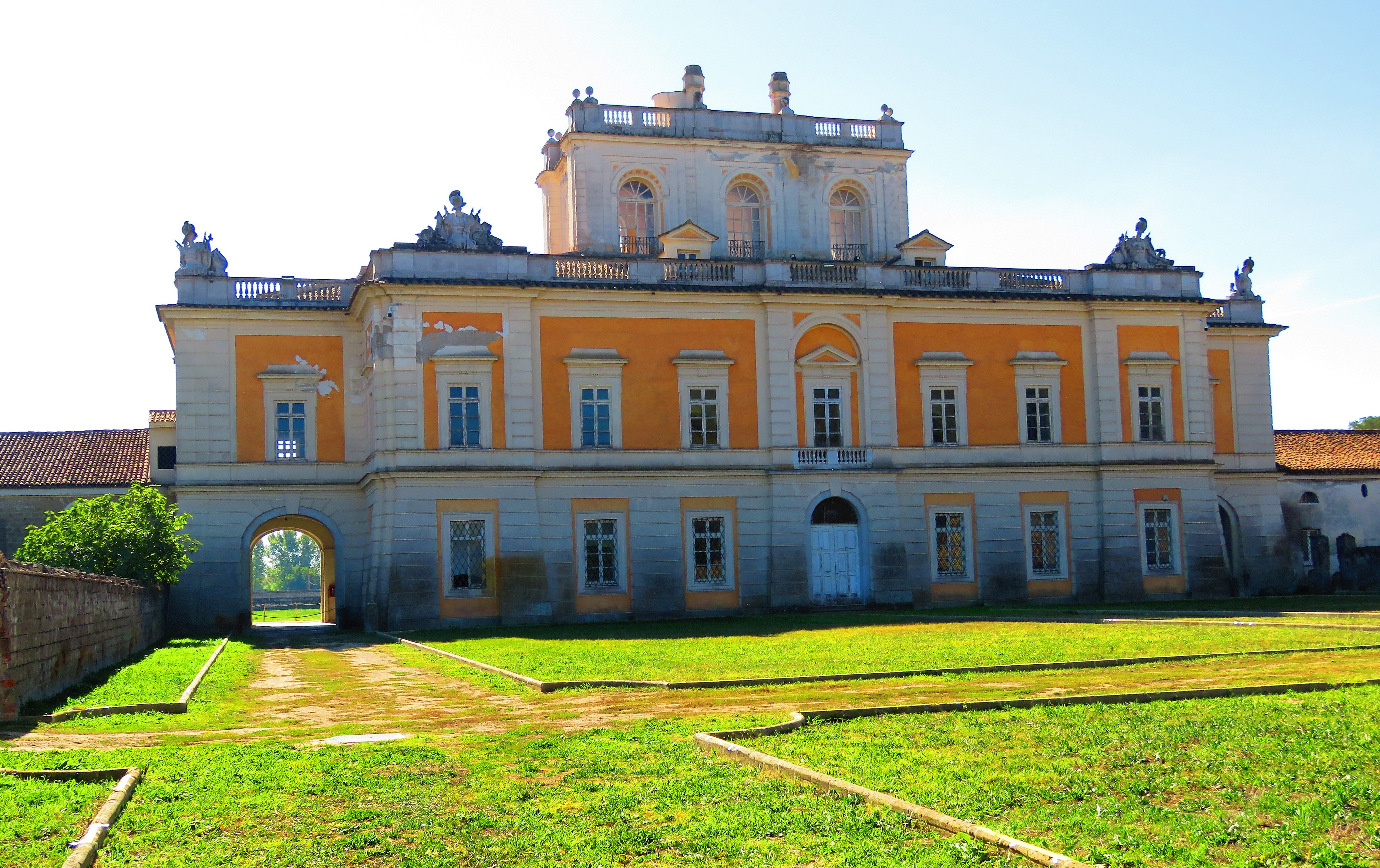
Retro del palazzo